# Charlotte Berton
Pour les articles homonymes, voir Berton.
Charlotte Berton, née le 24 août 1983 à Rodez, est une pilote automobile française de rallyes.

## Biographie
Lauréate Rallye Jeunes en 2005 (même sélection que Sébastien OGIER), elle est sacrée quadruple championne de France féminine des rallyes (2010-2012, 2014).

## Parcours (en 2014)
- Pilote Rallye Jeunes Peugeot-FFSA: 2006 et 2007
- Coupe 206 Peugeot: 2006-2008
- Cinq années en Coupe Suzuki Swift: 2008, 2009, 2010, 2011, et 2012
- Participation complète au Championnat de France des rallyes: Depuis 2010
- Pilote officiel Opel (General Motors France): 2013 et 2014

## Titres
- Lauréate du Rallye Jeunes: 2005, (Coupe 206 Peugeot)
- Vice-championne de la Supercoupe Suzuki Swift: 2011 (vainqueur Romain Fostier)
- Quadruple Championne de France des rallyes: 2010, 2011, 2012 et 2014

## Victoires
- Vainqueur du Speedaventure.com: 2008 (Circuit RPS)
- Vainqueur du Rallye Lyon-Charbonnières: 2011 (Formule Promotion)
- 1re pilote féminine au Rallye Monte-Carlo (en WRC): 2012 (dès sa première participation, 48e au général)